# Vietnám az 1968. évi nyári olimpiai játékokon
Vietnám a mexikói Mexikóvárosban megrendezett 1968. évi nyári olimpiai játékok egyik részt vevő nemzete volt. Az országot az olimpián 5 sportágban 9 sportoló képviselte, akik érmet nem szereztek.

## Atlétika
Férfi
| Versenyző     | Versenyszám | 100 m | 100 m | Távolugrás | Távolugrás | Súlylökés | Súlylökés | Magasugrás | Magasugrás | 400 m            | 400 m            | 110 m gát     | 110 m gát     | Diszkoszvetés | Diszkoszvetés | Rúdugrás      | Rúdugrás      | Gerelyhajítás | Gerelyhajítás | 1500 m        | 1500 m        | Végeredmény   | Végeredmény   |
| Versenyző     | Versenyszám | Idő   | Pont  | Eredmény   | Pont       | Eredmény  | Pont      | Eredmény   | Pont       | Idő              | Pont             | Idő           | Pont          | Eredmény      | Pont          | Eredmény      | Pont          | Eredmény      | Pont          | Idő           | Pont          | Pont          | Helyezés      |
| ------------- | ----------- | ----- | ----- | ---------- | ---------- | --------- | --------- | ---------- | ---------- | ---------------- | ---------------- | ------------- | ------------- | ------------- | ------------- | ------------- | ------------- | ------------- | ------------- | ------------- | ------------- | ------------- | ------------- |
| Ho Henh Phươc | Tízpróba    | 11,99 | 653   | 616 cm     | 621        | 11,93 m   | 602       | 170 cm     | 544        | nem állt rajthoz | nem állt rajthoz | nem ért célba | nem ért célba | nem ért célba | nem ért célba | nem ért célba | nem ért célba | nem ért célba | nem ért célba | nem ért célba | nem ért célba | nem ért célba | nem ért célba |

## Kerékpározás

### Országúti kerékpározás
| Versenyző       | Versenyszám   | Idő           | Helyezés      |
| --------------- | ------------- | ------------- | ------------- |
| Bùi Văn Hoàng   | Mezőnyverseny | nem ért célba | nem ért célba |
| Trương Kim Hùng | Mezőnyverseny | nem ért célba | nem ért célba |

## Sportlövészet
Nyílt
| Versenyző     | Versenyszám          | Pont | Helyezés |
| ------------- | -------------------- | ---- | -------- |
| Vũ Văn Danh   | Gyorstüzelő pisztoly | 548  | 53.      |
| Dương Văn Dan | Szabadpisztoly       | 519  | 57.      |
| Hồ Minh Thu   | Szabadpisztoly       | 533  | 43.      |

## Úszás
Női
| Versenyző          | Versenyszám | Előfutam | Előfutam | Előfutam | Elődöntő | Elődöntő | Elődöntő | Döntő   | Döntő    |
| Versenyző          | Versenyszám | Idő      | Hely.    | Össz.    | Idő      | Hely.    | Össz.    | Idő     | Helyezés |
| ------------------ | ----------- | -------- | -------- | -------- | -------- | -------- | -------- | ------- | -------- |
| Nguyễn Minh Tam    | 100 m gyors | 1:09,5   | 6.       | 53.      | kiesett  | kiesett  | kiesett  | kiesett | kiesett  |
| Nguyễn Thị Mỹ Lien | 100 m hát   | 1:19,2   | 7.       | 38.      | kiesett  | kiesett  | kiesett  | kiesett | kiesett  |

## Vívás
Férfi
| Versenyző      | Versenyszám  | Csoportkör | Csoportkör | Csoportkör        | Csoportkör | Negyeddöntő       | Elődöntő          | Vigaszág a döntőért | Vigaszág a döntőért | Vigaszág a döntőért | Döntő             | Helyezés    |
| Versenyző      | Versenyszám  | 1. kör | 1. kör     | 2. kör            | 2. kör     | Negyeddöntő       | Elődöntő          | 1. kör              | 2. kör              | 3. kör              | Döntő             | Helyezés    |
| Versenyző      | Versenyszám  | Ellenfél Eredmény | Hely.      | Ellenfél Eredmény | Hely.      | Ellenfél Eredmény | Ellenfél Eredmény | Ellenfél Eredmény   | Ellenfél Eredmény   | Ellenfél Eredmény   | Ellenfél Eredmény | Helyezés    |
| -------------- | ------------ | --- | ---------- | ----------------- | ---------- | ----------------- | ----------------- | ------------------- | ------------------- | ------------------- | ----------------- | ----------- |
| Nguyễn The Loc | Kard, egyéni | D. csoport · Mark Rakita (URS) · V · Wladimiro Calarese (ITA) · V · Alex Orban (USA) · V · Alexander Leckie (GBR) · V · Román Quinos (ARG) · V · William Fajardo (MEX) · V | 7.         | kiesett           | kiesett    | kiesett           | kiesett           | kiesett             | kiesett             | kiesett             | kiesett           | helyezetlen |